# Mirebeau-sur-Bèze (accampamento romano)
L'accampamento legionario di Mirebeau fu creato probabilmente per la prima volta nel territorio dei Lingoni, non molto distante da Vesontio, all'epoca di Augusto, dopo circa 30 anni dall'occupazione della Gallia di Cesare degli anni 58-50 a.C. e la successiva fase di romanizzazione, e riaperto attorno al 70. Si trattava di un centro strategico non molto distante dalla capitale Lugdunum e dal limes renano della Germania inferiore.

## Storia

### Da Cesare ad Augusto (52 - 13 a.C.)
Il campo sorse in una zona utilizzata già da Gaio Giulio Cesare, durante la conquista della Gallia (58-50 a.C.). Sappiamo, infatti, che nel 53 a.C. Cesare collocò due legioni nel Paese dei Lingoni, mentre dopo la resa di Alesia inviò nei pressi di Vesontio (tra i Sequani) le legioni VII, XV e la cavalleria con Tito Labieno ed il suo luogotenente, Marco Sempronio Rutilo..
L'accampamento di Mirebeau, che sorse in età augustea attorno al 19 a.C. (e comunque prima del 15 a.C.) quando la legio XIV Gemina fu trasferita dalla Gallia Aquitania (località Aulany). Fu costruito non molto distante da dove lo stesso Cesare aveva posto i suoi hiberna oltre un ventennio prima. Il castra fu probabilmente chiuso nel 13 a.C., in vista delle campagne di Druso maggiore del 12-9 a.C. in Germania Magna, quando la legio XIV Gemina fu trasferita a Mogontiacum sul Reno; più difficilmente cessò la sua attività militare dopo la disfatta di Varo del 9.

### Da Vespasiano a Domiziano (70-90 c.a.)
Qui fu acquartierata la legio VIII Augusta ai tempi dell'imperatore romano Vespasiano, o fores solo sue vexillationes in seguito alla rivolta dei Lingoni guidati da un certo Giulio Sabino, considerando la sua importante posizione strategica lungo la strada romana che conduceva da Langres, a Pontailler fino a Besançon e monitorare le tribù galliche dei Sequani e degli Edui. 
Fu utilizzato quale centro strategico arretrato, a ridosso della frontiere renana, nel corso delle campagne germaniche dell'imperatore Domiziano degli anni 83-84.  Dopo circa vent'anni di permanenza in questo castrum la legione VIII Augusta fu inviata ad Argentoratae, a difesa del limes del Reno (attorno all'89). Il campo militare era di ben 25 ettari circondata da fossati ed un muro alto fino a 5 metri.